# Thomas Ernst (Fußballspieler)
Thomas „Gustl“ Ernst (* 23. Dezember 1967 in Wiesbaden) ist ein ehemaliger deutscher Fußballtorwart.

## Karriere
Der gebürtige Wiesbadener erlernte das Fußballspielen beim FV Biebrich 02. 1981 wechselte Ernst zu Eintracht Frankfurt, wo 1987 auch seine Profikarriere begann. Er war lange Jahre der zweite Mann zwischen den Pfosten, unter anderem hinter Uli Stein. Erst nach dem Rauswurf von Stein 1994 durfte Ernst in der Saison 1993/94 vier Spiele nacheinander für Eintracht Frankfurt bestreiten. Nach dem Aufstieg des FSV Frankfurt 1994 spielte Ernst eine Saison in der 2. Bundesliga. Nach dem Wiederabstieg des FSV wechselte er zum VfL Bochum, wo er wiederum die Nummer zwei hinter Uwe Gospodarek war. Lediglich in der Saison 1998/99 konnte er fast eine Saison als Stammkeeper spielen.
Im September 1998 wurde bei der Dopingkontrolle nach dem Spiel gegen Kaiserslautern positiv getestet, weil er nach einem Zusammenprall vom Vereinsarzt ein kreislaufstabilisierendes Medikament mit einer verbotenen Substanz erhalten hatte. Er wurde freigesprochen, Bochum erhielt aber eine Geldstrafe von 80.000 D-Mark. Im Jahr 2000 ging er für drei Jahre als zweiter Torwart hinter Timo Hildebrand zum VfB Stuttgart.
2003 schloss er sich dem 1. FC Kaiserslautern an, dort war er ebenfalls Reservetorwart, bis sich 2004 Stammtorwart Tim Wiese einen Kreuzbandriss zuzog. Thomas Ernst stand dann die restlichen Spiele im Tor der Lauterer und bewährte sich als starker Schlussmann. In der Saison 2005/06 war er überraschend zu Beginn wieder die Nummer zwei hinter Jürgen Macho, erkämpfte sich den Stammplatz allerdings am 11. Spieltag wieder, bevor er ihn am 14. Spieltag wegen einer Verletzung wieder an Jürgen Macho abgeben musste.
Nach der Saison 2005/06 beendete Ernst seine Profikarriere.

## Karriereende
Im Sommer 2006 betreute Ernst die Torhüterinnen der deutschen Nationalmannschaft der Frauen als Torwarttrainer auf Honorarbasis.
Von Juli 2007 bis Juni 2008 war Thomas Ernst Team-Manager beim Regionalligisten FSV Frankfurt.
Danach wurde er zum 1. Juli 2008 neues Vorstandsmitglied beim VfL Bochum. Er betreute im Vorstand die Bereiche Sport und Medien. Sein Vertrag lief bis Ende 2011, im Juni 2011 trennte sich der Aufsichtsrat aber von ihm. Seither betreibt Ernst zusammen mit Bernd Reisig eine Spielerberater-Agentur. Darüber hinaus ist er in einem Talententwicklungs-Projekt in China engagiert.

## Erfolge als Spieler

### DFB-Pokal
- 1 × deutscher Pokalsieger 1988 mit Eintracht Frankfurt

### Bundesliga
- 1 × Platz 2 2003 mit VfB Stuttgart
- 3 × Platz 3 1990, 1992 und 1993 mit Eintracht Frankfurt

## Sonstiges
Während seiner Zeit beim VfL Bochum lernte er den gleichnamigen Schriftsteller Thomas Ernst kennen. Mit ihm ging er auf Lesetour zum Thema „Fussball – Gott ist rund“.
Thomas Ernst ist mit Kerstin Pohlmann verheiratet. Das Paar hat zwei Söhne. Sohn Tjark (* 2003) spielt seit der Saison 2022/23 bei Hertha BSC und kam am 34. Spieltag beim VfL Wolfsburg zu seinem ersten Bundesliga-Einsatz.